# 最是橙黃橘綠時
《最是橙黃橘綠時》（英語：When Green Turns to Gold），是一部於2019年上映的電影，敘述關於兩位女孩——冬冬與希敏，進社會後初次離家，展開如蝴蝶般蛻變的故事。由李亦捷、翁嘉薇、法比歐與各務孝太領銜主演。2019年3月15日，於台灣上映。

## 劇情介紹
女孩冬冬（翁嘉薇飾）糊裡糊塗地去了日本留學。女孩希敏（李亦捷飾）初次離家來到台灣台南工作。25歲的她們初次離家獨立面對生活與自己。
冬冬在日本尋覓自我，遇見木村（各務孝太飾）；希敏在台南遇見里昂（法比歐飾），發展出一些故事。

## 人物介紹

### 主要角色
| 演員姓名 | 角色 | 介紹 |
| -------- | ---- | --- |
| 李亦捷   | 希敏 | 思想保守卻不甘於平凡的希敏，畢業後離開家和學長前往台南工作，遇見愛情不再循規蹈矩，勇敢地追求愛、學習愛。 |
| 翁嘉薇   | 冬冬 | 嬌生慣養、我行我素的冬冬，畢業後遠赴日本留學，脫離受到保護的環境，她所面對的是如何成就自己的課題。       |
| 法比歐   | 里昂 | 浪漫多情卻不輕言談愛的里昂，遇見單純又天真的希敏，她衝撞了他的感情觀，似乎開始認真面對這份愛。           |
| 各務孝太 | 木村 | 性格早熟、處事穩重的木村，對於遠離家鄉在日獨自生活的冬冬特別照顧，給予冬冬最厚實的依靠。                 |

## 獲獎紀錄
- 榮獲2019年絲綢之路國際電影節展映影片
- 榮獲2019年多倫多台灣影展閉幕片

## 外部連結
1. 最是橙黃橘綠時 Facebook粉專
2. 最是橙黃橘綠時 Youtube頻道